# Togi premik
Za vrsto projekcije glej izometrična projekcija.
Tógi premík ali izometríja je v geometriji preslikava, ki ohranja razdalje med točkami. Torej mora za poljubni točki A in B, ki se preslikata v A' in B', veljati, da je razdalja med originaloma enaka kot razdalja med preslikanima točkama:
{\displaystyle |AB|=|A'B'|\!\,}
Izraz togi premik se uporablja zlasti v običajni evklidski geometriji, izraz izometrija pa je splošnejši in se uporablja tudi v neevklidskih geometrijah, pa tudi v splošnejših vektorskih prostorih.
Pomembna je povezava togih premikov s skladnostjo: Če lahko množico M1 s togim premikom preslikamo na množico M2, tako da se povsem prekrijeta, potem pravimo, da sta ti dve množici skladni:
{\displaystyle M_{1}\cong M_{2}}

## Togi premiki v ravnini
V ravninski evklidski geometriji poznamo naslednje vrste togih premikov:
- Vzporedni premik ali translacija: vse točke ravnine se premaknejo za enako razdaljo v isti smeri.
- Zasuk ali rotacija: ravnino zasukamo za dani kot okoli dane točke (osi).
- Zrcaljenje čez točko je enako zasuku za 180°.
- Zrcaljenje čez premico.
- Sestavljeni togi premik, npr.: kompozitum zrcaljenja in vzporednega premika.

## Togi premiki v prostoru
V prostorski evklidski geometriji poznamo naslednje vrste togih premikov:
- Vzporedni premik ali translacija: vse točke prostora se premaknejo za enako razdaljo v isti smeri.
- Zasuk ali rotacija: prostor zasukamo za dani kot okoli dane premice (osi).
- Zrcaljenje čez točko je enako zasuku za 180°.
- Zrcaljenje čez premico.
- Zrcajenje čez ravnino.
- Sestavljeni togi premik, npr.: kompozitum zrcaljenja in vzporednega premika.

## Izometrija vektorskih prostorov
Izometrija vektorskih prostorov je posplošitev zgoraj opisanega. 
Imejmo vektorski prostor X opremljen z metriko dX in vektorski prostor Y opremljen z metriko dY. Izometrija prostorov X in Y je vsaka preslikava {\displaystyle f:X\to Y\!\,}, ki ohranja metriko - za poljubna elementa a in b iz X mora torej veljati 
{\displaystyle d_{X}(a,b)=d_{Y}(f(a),f(b))\!\,}
Posledica ohranjanja metrike (razdalje) je dejstvo, da se različna elementa a in b ne moreta preslikati v isti element, zato je izometrija vedno injektivna preslikava.